# Amnesti åt bisarra gitarrer
Amnesti åt bisarra gitarrer är ett album från 1983 av Anders F Rönnblom.

## Låtlista
1. Amnesti - 4:06
2. Nytt blod - 2:10
3. Tigerjakt - 3:01
4. Chimborazos vackra lava - 4:13
5. Eld och vatten - 2:51
6. Kvinnan från Catalina - 3:44
7. Tivoli - 3:34
8. Romantiken - 3:26
9. Hula-hula-hula-hej - 2:46
10. Limbo - 2:57
11. Lev ditt liv! Jag lever mitt! - 3:26
12. Mörkret - 4:23
13. Det är inte snön som faller - 4:15 (Bonusspår på F-box utgivningen)
14. 1984 (Vilken fest, vilken yra) - 4:08 (Bonusspår på F-box utgivningen)
15. Nödutgång - 4:15 (Bonusspår på F-box utgivningen)
16. Sista festen i frestelsens tempel - 5:50 (Bonusspår på F-box utgivningen)
17. It's Not Snow That's Falling - 4:15 (Bonusspår på F-box utgivningen)